# Конищев, Иван Петрович
Иван Петрович Конищев (1924—1943) — красноармеец Рабоче-крестьянской Красной Армии, участник Великой Отечественной войны, Герой Советского Союза (1943).

## Биография
Иван Конищев родился в 1924 году в деревне Гремячка (ныне — Курский район Курской области). В феврале 1943 года он был призван на службу в Рабоче-крестьянскую Красную Армию и направлен на фронт Великой Отечественной войны, командовал миномётным расчётом 705-го стрелкового полка 121-й стрелковой дивизии 60-й армии Центрального фронта. Отличился во время битвы за Днепр.
27 сентября 1943 года Конищев переправился через Днепр и первым в полку ворвался в село Глебовка Вышгородского района Киевской области Украинской ССР, после чего в течение трёх дней отражал немецкие контратаки. В тех боях лично уничтожил 6 вражеских солдат, несколько раз был ранен, но продолжал сражаться.
Указом Президиума Верховного Совета СССР от 17 октября 1943 года красноармеец Иван Конищев был удостоен высокого звания Героя Советского Союза. Орден Ленина и медаль «Золотая Звезда» он получить не успел, так как в том же октябре 1943 года пропал без вести.